# Gilles Peterson

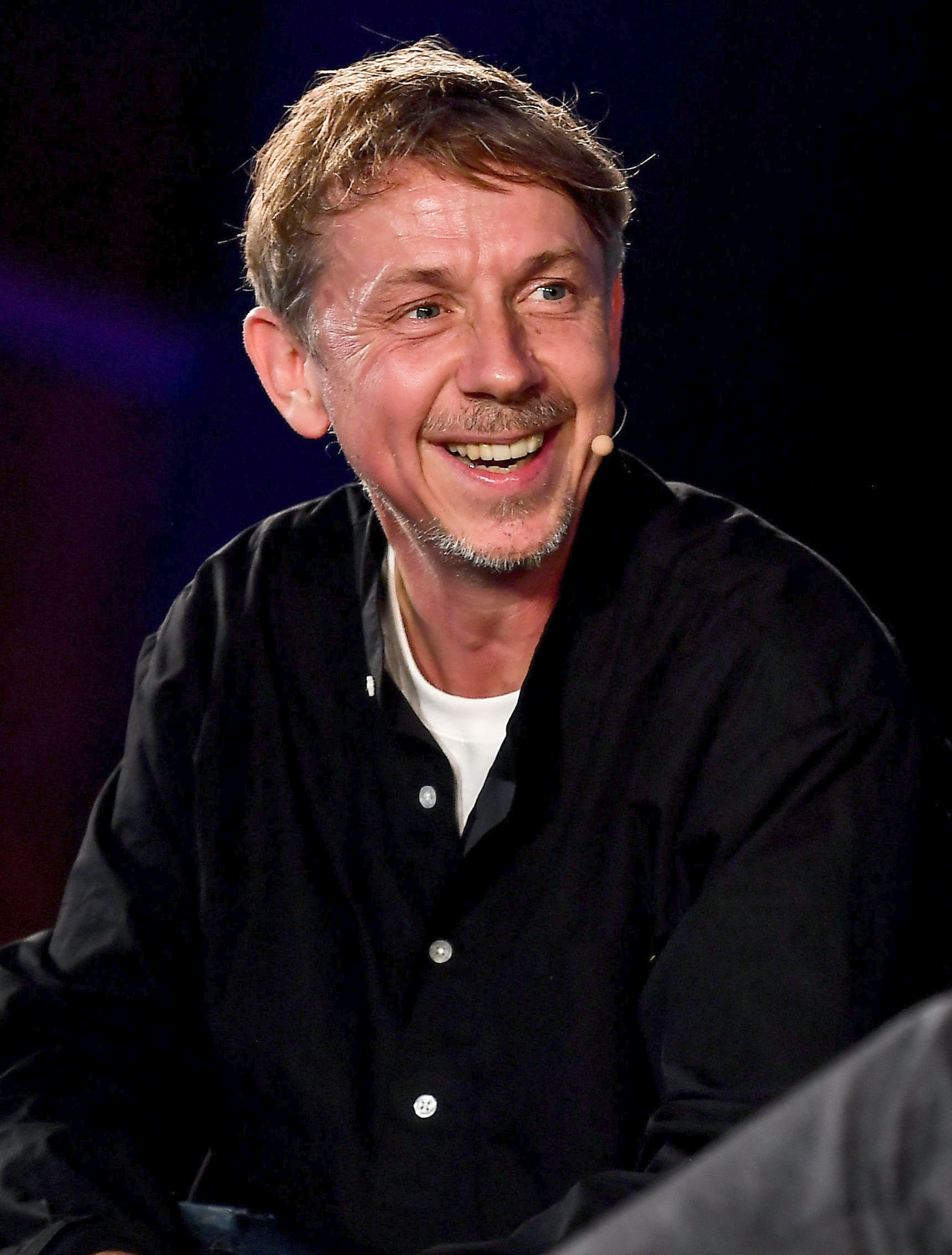
Gilles Peterson (2019)

Gilles Peterson MBE (* 28. September 1964 in Caen, Frankreich als Gilles Jérôme Moehrle) ist ein französischer DJ, Radiomoderator, Kurator und Musiklabel-Betreiber. Sein musikalisches Spektrum umfasst Dub, Reggae, Jazz, Nu Jazz, Broken Beat, House, Drum and Bass und Hip-Hop.

## Leben und Wirken
Peterson wuchs als eines von drei Kindern eines aus Thalwil stammenden Schweizer Vaters und einer französischen Mutter in Süd-London auf. Als Teenager entdeckte er sein Interesse an Musik, vor allem an Jazz und Funk. Er begann als DJ auf Schuldiskos aufzulegen und startete bald seinen eigenen Piratensender Civic Radio. Er erhielt dann seine eigene Sendung beim Londoner Piratensender Radio Invicta und war ab 1986 auch für BBC Radio London tätig.
Peterson prägte Mitte der 1980er Jahre den Begriff Acid Jazz für einen Musikstil, der stark von Jazz und Funk der 1970er Jahre beeinflusst war. 1988 gründete Peterson zusammen mit Eddie Piller das Label Acid Jazz Records. 1990 verließ er Acid Jazz und rief Talkin’ Loud ins Leben, das Künstler wie Courtney Pine, MJ Cole, The Young Disciples, Reprazent, 4hero, Incognito, Terry Callier und Galliano unter Vertrag nahm.
Als DJ präsentierte er von 1980 bis 1991 eine Clubnacht in London Borough of Camden. Ab 1990 hatte Peterson eine Radiosendung beim Jazzsender 102.2 Jazz FM. Während des Zweiten Golfkriegs wurde Peterson entlassen, nachdem er mit aus Sendersicht „unangemessener“ Musikauswahl und Statements zur Beendigung des Krieges aufgefallen war. Kurz darauf erhielt er eine neue Sendung bei Kiss FM, die schnell ein großes Publikum fand und die Peterson bis 1998 behielt.
Danach präsentierte Peterson die Radiosendung Worldwide auf BBC Radio 1. Zusätzlich produzierte er für verschiedene Hörfunksender in 15 Ländern, darunter für das damalige Funkhaus Europa (WDR und Radio Bremen), davor bis zu dessen Auflösung für Radio Multikulti (RBB) und FM4 (ORF), eine internationale Version der Worldwide-Show.  Seit dem Jahr 2006 betreibt er das Label Brownswood Recordings. Im April 2012 wechselte Peterson zu dem digitalen Hörfunksender BBC Radio 6 Music, wo er seither eine dreistündige Sendung am Samstagnachmittag moderiert. 2016 startete Peterson das Internetradio Worldwide FM.
Seine private Musiksammlung umfasste Stand 2014 schätzungsweise 50.000 Schallplatten. Als Kurator und Präsentator war er seit 1985 an der Erstellung von über 100 Compilation- und Mix-Alben beteiligt. Als Remixer lieferte er Neubearbeitungen für Musikstücke von Künstlern wie Kalima, Erik Truffaz, Noro Morales, Raphael Gualazzi, Tito Puente, Keziah Jones oder Chambao.
Peterson lebt mit seiner aus Japan stammenden Frau Atsuko und den beiden Söhnen im Londoner Stadtteil Stoke Newington. Obwohl er schon seit den 1970er Jahren in London lebt, besitzt er weiterhin die französische Staatsbürgerschaft. Er erhielt 2024 bei den Parliamentary Jazz Awards den „Jazz Media Award.“